# 並河一
並河一（なみかわ はじめ、1986年7月12日 - ）は、日本の俳優である。所属事務所は、株式会社ジョリー・ロジャー。

## 人物
- 兵庫県出身
- 身長174cm、靴のサイズ26cm、血液型はB型である。
- 趣味は音楽・スポーツ。
- 特技はサッカー・けん玉・将棋である。
- ジョリー・ロジャー制作の官能映画に男性側のメインキャストで出演する事が多く、純粋な青年からご主人様のペット役まで幅広く演じている。

## 出演

### 舞台
- BOYS LOVE Stage. (2008年)

### 映画
- 体育館ベイビー (2008年)
- 同級生 (2008年)
- 肉食系女子 (2009年)

### DVD（オリジナルビデオムービー）
- ひとりかくれんぼ (2008年)
- ぶっ☆かけ (2008年)
- GL 〜小悪魔たちの誘惑〜 (2009年)
- BL 〜僕の彼氏を紹介します〜 (2009年)
- 殺人動画サイト DeathTube （2010年）
- ギャルアバター（2011年）
- ラブホなお仕事（2012年）
- 大人のおもちゃ（2012年）